# كاشف أحمد
كاشف أحمد (10 أبريل 1983 بكراتشي في باكستان - ) هو لاعب كريكت باكستاني. شارك في دورة ألعاب الكومنولث 1998. ولعب مع Pakistan National Shipping Corporation cricket team ‏ وفريق الإمارات الوطني للكريكيت وList of Karachi first-class cricket teams ‏ وPakistan Customs cricket team ‏.

## وصلات خارجية
- كاشف أحمد على موقع إي آس بي آن كريك إنفو (الإنجليزية)